# Charles William Wilson
Pour les articles homonymes, voir Charles Wilson et Wilson.
Sir Charles William Wilson, né à Liverpool le 14 mars 1836 et mort le 25 octobre 1905, est un officier britannique qui fut cartographe, archéologue et géographe.

## Biographie
Charles Wilson poursuit ses études à Liverpool au Liverpool College Institution, puis au Chelteham College. Il entre ensuite à l'Académie royale militaire de Woolwich et devient officier des Royal Engineers en 1855.
Il est chargé en 1864 de travaux topographiques à Jérusalem, qui joueront un rôle décisif dans la création du Fonds d'exploration de la Palestine par les Britanniques en 1865. Il est recruté alors par cette société pour étudier la Palestine occidentale. Wilson se rend avec son équipe à Beyrouth, afin d'explorer un itinéraire au sud qui doit le mener à l'intérieur de la Palestine. De novembre 1865 à avril 1866, il relève donc les sites archéologiques. Il identifie en 1866 la synagogue de Capharnaüm, où Jésus prêcha.
En 1867, il devient membre du comité du Fonds d'exploration de la Palestine et se porte volontaire en 1868 pour explorer le Sinaï, puis il fouille différents sites de Jérusalem. Il reçoit pour ses travaux un diplôme du Congrès géographique international et il est élu en 1872 au conseil de la Société d'archéologie britannique. Il entre à la Royal Society en 1874.
À son retour en Grande-Bretagne, il est nommé directeur du département topographique du War Office, et sert au service du renseignement. Il devient chevalier de l'Ordre du Bain en 1876. Il dirige ensuite l'Ordnance Survey Ireland.
Il est nommé consul général d'Anatolie entre 1879 et 1882, puis prend part à l'expédition de Wolseley en Égypte à l'été 1882 pour mater la rébellion. Il devient chef du département du renseignement de l'expédition en 1884.
De retour en Angleterre, Wilson est directeur-général de l'Ordnance Survey et directeur-général de l'éducation militaire.
Sir Charles Wilson est président du Fonds d'exploration de la Palestine de 1901 à 1906.